# الفاو (العراق)
الفاو هي مدينة ساحلية عراقية تمثل المركز الإداري لقضاء الفاو ولها موقع استراتيجي اشتهرت من خلاله بما جرى على أرضها من حروب من جهة، وبما تشهده من حراك اقتصادي من جهة أخرى. تقع في الجنوب الشرقي من محافظة البصرة في منطقة شبه جزيرة الفاو وهي أقصى نقطة في جنوب العراق تطل على الخليج العربي في الجزء الجنوبي وعلى ضفاف شط العرب في الجزء الشرقي من شبه جزيرة الفاو. تبعد المدينة عن مركز المحافظة 100 كيلومتر ويبلغ عدد سكانها 52 ألف نسمة.
كانت المدينة حتى العام 1960م ناحية تابعة لقضاء أبي الخصيب حتى تم استحداث قضاء فيها بتاريخ 30 آب/أغسطس 1960م. تشتهر مدينة الفاو بمنتجاتها البحرية كالأسماك والروبيان والملح إضافة إلى زراعة أشجار الحناء والنخيل الذي تناقصت أعداده بعد الحروب العسكرية والاقتصادية التي استمرت طيلة 23 عاماً من حكم الرئيس العراقي الأسبق صدام حسين. سكان الفاو يتميزون كبقية سكان البصرة بلهجتهم العربية العراقية المتشابهة مع للهجة الكويتية حيث تقلب الجيم ياء مثل: رجل تلفظ رَيَّال وهكذا دواليك.
يمتاز مناخ المدينة بأنه جاف حار صيفاً وبارد رطب شتاء، وأكسب موقع المدينة على رأس الخليج العربي أهمية اقتصادية من الناحية الزراعية والاقتصادية كونها ميناء لتصدير النفط، كما أن أغلب سكان المدينة يعيشون على مهنة صيد السمك.

## التسمية
تختلف الآراء عن أصل اسم الفاو، فهناك الرواية المحلية التي يتناقلها السكان تفيد أن سفينةً إسمها (الفاو) تابعة للديلم جاءت إلى هذه المنطقة لشراء التمور وصادف أن هبّت ريح شديدة أدت إلى غرق السفينة في نهر اللبان الذي كان إسمه نهر المهلبان - نسبة إلى القائد العربي الشهير المهلب بن أبي صفرة ثم خفف بمرور الزمن إلى اللبان - فأخذ الناس يطلقون على المنطقة اسم الفاو فيقولون (محل غرق الفاو) ثم حذفت لفظة غرق لتبقى الفاو ثم سميت المنطقة كلها بهذا الاسم.، ومن بين هذه الأقوال هو أن الفاو تقع في مصب شط العرب أي فاه وتطورت الكلمة حتى أصبحت فاو، أما بعض المصادر فترجح أن كلمة الفاو كانت في الأصل الفأو وتعني الأرض المكشوفة للناظر أو الأرض المحصورة بين مرتفعين.
مصادر أخرى تثير الشك في هذا الترجيح لكون تسمية الفاو شاعت بعد بناء محطة التلغراف في عام 1861م، إذ أن البريطانيين كانوا يطلقون على الفاو، بلغة إنجليزية، كلمة (FEW) أي أنها تتألف من ثلاث كلمات:
الحرف (F) يعني (Flat) أي المنبسط.
الحرف (E) ويعني (Earth) أي الأرض.
الحرف (W) ويعني (Water) أي الماء.
ومن هنا فإن كلمة (few) تعني الأرض المنبسطة على الماء ثم حورت الكلمة إلى (Faw) ثم إلى (Fao).

## التاريخ
تشير مصادر إلى أن تاريخ الفاو يعود إلى 2500 ق.م وحسبما تشير اللقى التاريخية إلى أن الملك الآشوري سنحاريب أطلق عليها (ريبو سلامو) أي باب السلامة أما العرب فأسموها ماء الصبر أي المر إلا أن هذه الآراء مثار جدل لا سيما إذا علمنا أن هذه المنطقة كانت مغمورة بمياه الخليج العربي في تلك التواريخ.

### العهد العثماني

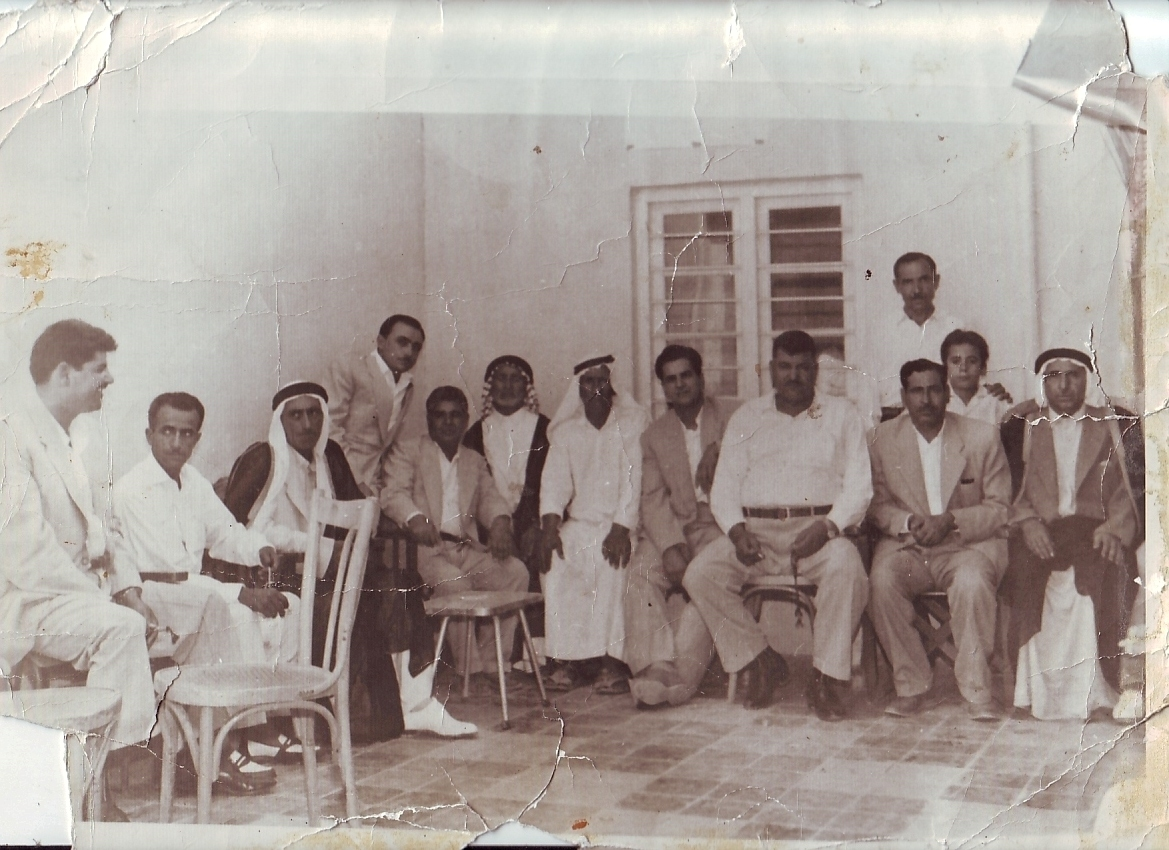
صورة تمثل وجهاء الفاو مع موظفي الناحية ، التقطت هذه الصورة سنة 1960

أطلق عليها الوالي العثماني مدحت باشا مفتاح العراق، وسماها صلاح الدين الصباغ أرض السلامة.
كانت الفاو تابعة للمعامر التي تعد بمثابة مراع تسمى بـ«الدكاك» وملتزمة -أي مستثمرة- من قبل عائلة السعدون مقابل ولائها للدولة العثمانية.
و لأن أراضي الفاو كانت خالية من المزروعات فإنها في نظام الأراضي في الدولة العثمانية تعد من ممتلكات بيت المال وللوالي في البصرة صلاحية منح الأراضي التابعة إلى بيت المال إلى من يرغب في استثمارها من خلال نظام الالتزام وفي ضوء ذلك النظام منح الوالي العثماني أراضي المعامر إلى راشد السعدون وبذلك أصبحت المناطق الجنوبية من المعامر خاضعة لهذا الإلتزام وعندما انتقلت الأراضي الجنوبية من المعامر إلى عائلة الصباح من خلال تنازل بيت السعدون أصبحت تلك الأراضي ملتزمة من لدن عائلة الصباح مباشرة مع السلطات العثمانية.
نظراً لازدياد حجم التجارة البريطانية في منطقة الخليج العربي وإيران في بداية النصف الثاني من القرن التاسع عشر وما نتج عن ذلك من تشعب في مصالح بريطانيا في المنطقة وكون العراق الطريق الأقصر بين المستعمرات البريطانية في الهند وبريطانيا نفسها من ناحية، وكون هذا الطريق أكثر أماناً من طريق الرجاء الصالح فقد بادرت الدبلوماسية البريطانية إلى تركيز نفوذها في منطقة الفاو التي تعد الموقع الاستراتيجي لحماية شط العرب من أي نفوذ أجنبي من طرف، والوقوف عن كثب من تحركات السلطات العثمانية من طرف آخر .

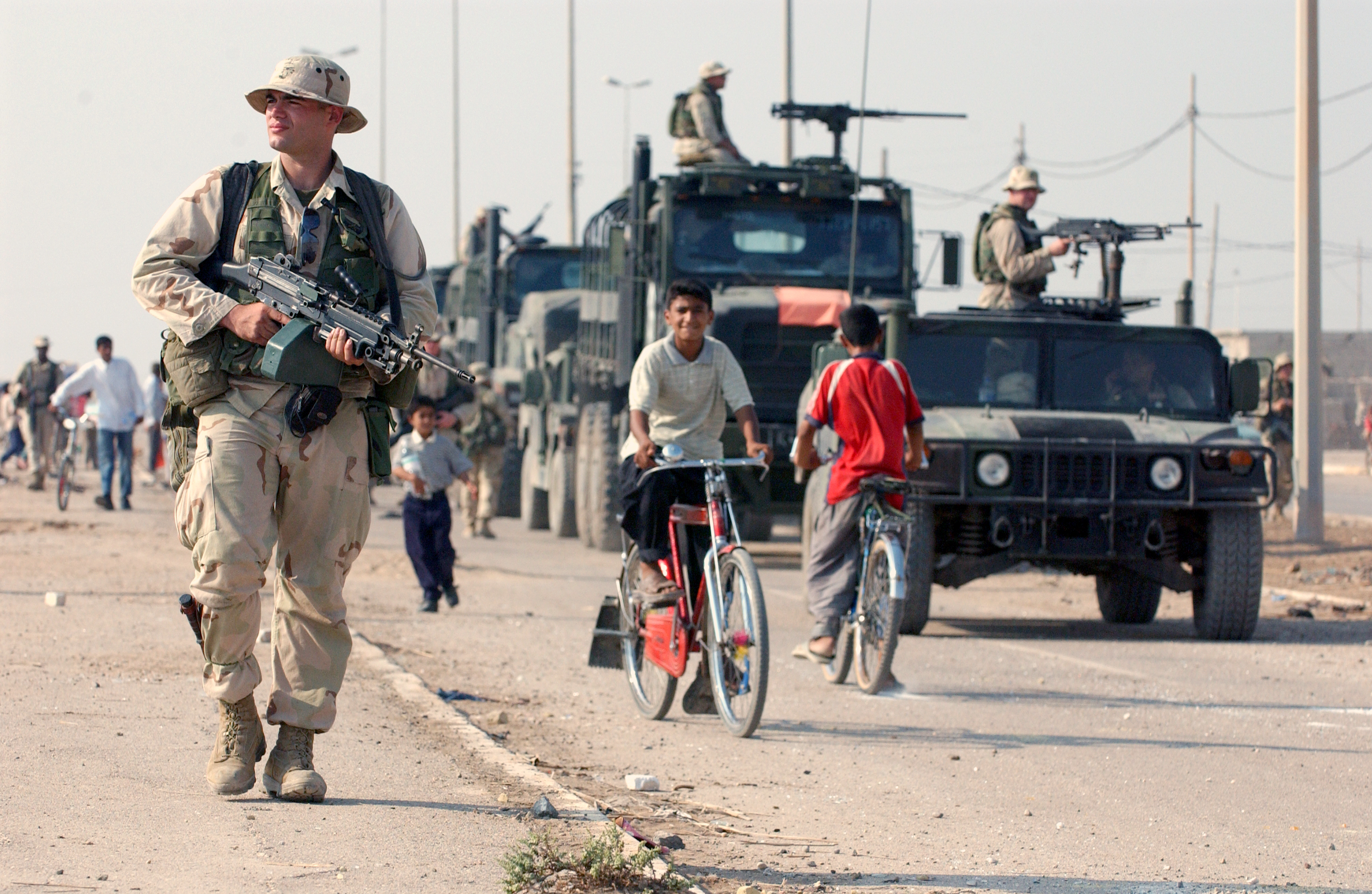
القوات الأمريكية في شوارع الفاو عام 2003

حاولت بريطانيا بكل ما تملك من جهود سياسية واقتصادية أن تجعل من منطقة الفاو منطقة نفوذ لها كونها تقع في بداية ممر مائي وهي مهمة جداً لنفوذها السياسي والاقتصادي لكون شط العرب يمثل حلقة مهمة لأهم طريق وأقصر مع مستعمراتها في الهند، فقد حاولت مراقبة التحرك العثماني في المنطقة ومنع كل المحاولات التي من شانها تقوية مركز العثمانيين في الفاو.
مقابل ذلك حاولت الدولة العثمانية تثبيت سيطرتها الفعلية في الفاو من أجل كبح النفوذ السياسي والاقتصادي لبريطانيا في المنطقة.
فقد حاولت السلطات العثمانية بناء قلعة عسكرية في الفاو كان الهدف منها الوقوف عن كثب لمراقبة السفن البريطانية التي تؤم موانئ المنطقة من جهة والدفاع عن مصالحها إن اقتضى الأمر ضد تزايد النفوذ البريطاني.
مقابل ذلك وجدت بريطانيا في محاولة الدولة العثمانية بناء القلعة العسكرية يحد من نفوذها في المنطقة، لذا إحتجت لدى الباب العالي كما حرضت روسيا القيصرية باعتبارها الوسيط في عقد معاهدة أرضروم عام 1848 كما دفعت إيران للاحتجاج لدى الباب العالي بغرض منع إنشاء التحصينات في شط العرب، ولقد استمرت تلك المراسلات حتى نهاية القرن التاسع عشر.
كما قامت الدولة العثمانية بتقوية نفوذها، من خلال بناء مقر حكومي ومحجر صحي في الفاو لمراقبة السفن التي ترسو في المنطقة من جهة وتحصيل الرسوم من جهة أخرى، وقد وقفت بريطانيا موقفاً رافضاً لذلك من خلال الاحتجاج على هذه الإعمال وعندما وجدت أن رفع المذكرات والمراسلات لا يجدي نفعاً حاولتْ إنشاء فرع للقنصلية البريطانية في الفاو من أجل أن تكون قريبة من تحركات العثمانيين، وعندما جوبه طلبها بالرفض قامت بوضع سفينة حربية مواجهة للفاو لمراقبة الوضع من جهة وإشعار الدولة العثمانية بقوتها من جهة أخرى.

### العهد البريطاني

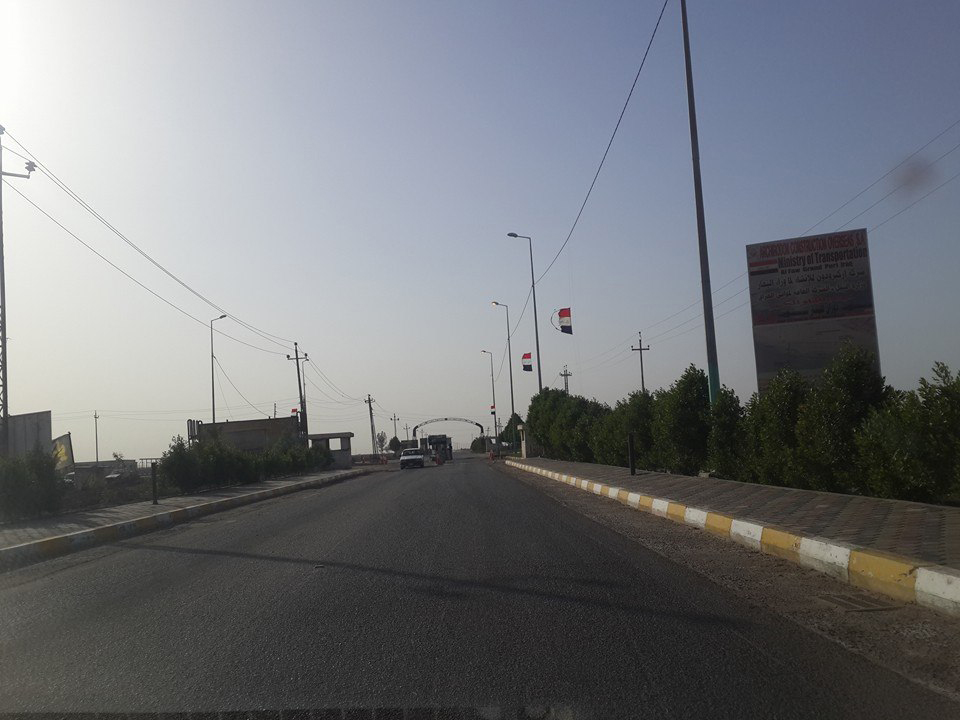
الشارع الرئيسي في مدينة الفاو

تنازع على الفاو البرتغاليون والعثمانيون والإنجليز الذين احتلوها عام 1914م. فأصبحت مسرحاً لأول معركة بين العشائر العراقية وقوات الاحتلال البريطانية عام 1914م في منطقة كوت الزين، والتي قادها الشيخ شلال بن فضل شيخ عشائر الشرش، وتكبدت فيها القوات الغازية خسائر جسيمة. وبالفاو نزلَ الإنكليزُ أول دخولهم لاحتلال العراق سنة 1914.

### العهد الملكي
في سنة 1924 كانت الفاو قرية صغيرة مبنية بالقرب من منصب شط العرب، وكانت محطةً للأسلاك البرقية الممتدة تحت البحر بين الهند والعراق.

### العهد الجمهوري

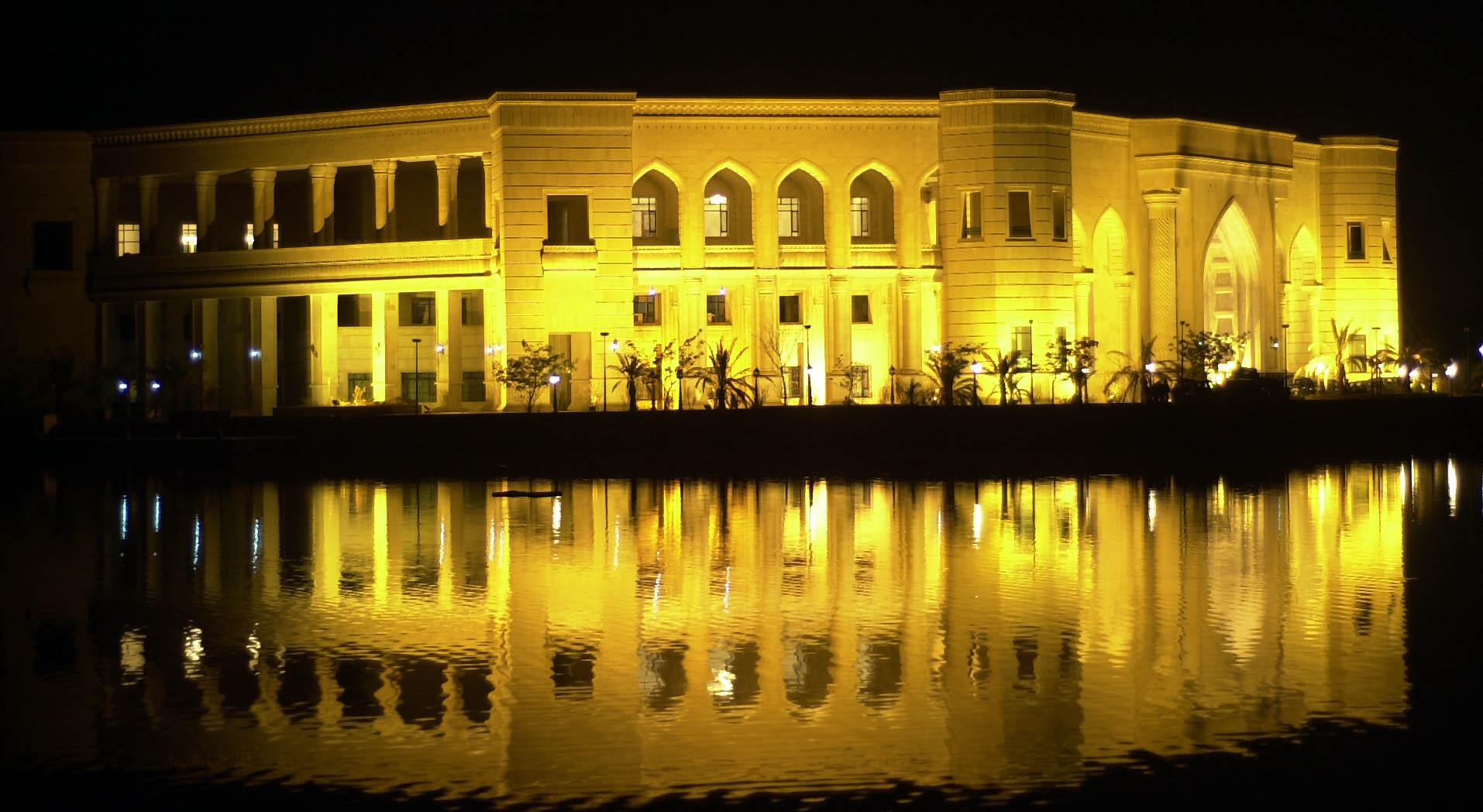
قصر الفاو يبدو مضيئا في احتفال تغيير القيادة بين الفيلق الثالث الأمريكي والفيلق الثامن عشر المحمول جوا في وقت مبكر من شباط/فبراير 2005

في حرب القادسية الثانية/حرب الخليج الأولى بين العراق وإيران 1980م - 1988م، كانت شبه جزيرة الفاو ساحة تنافس بين البلدين وقد احتلت في شباط/فبراير 1986م من قبل إيران واستعادها العراق في نيسان/أبريل 1988م في معركة طاحنة وقع ضحيتها 170,000 جندياً من الطرفين. تحقيقات الأمم المتحدة تشير إلى استخدام العراق للأسلحة الكيميائية أثناء المعركة. تعرضت المدينة للتدمير بالكامل أثناء حرب القادسية الثانية/الحرب العراقية الإيرانية وتم بناء مدينة جديدة في غضون 4 أشهر في عام 1989م ولكن أغلب الأهالي الذين هاجروا من المدينة لم يعودوا إليها
عند نهاية الحرب قام الرئيس العراقي الأسبق صدام حسين ببناء قصر فخم يقع على بعد 5 كيلومتر من مطار بغداد الدولي وسمي بقصر الفاو تيمناً بتحريرها وبني وسط بحيرة ولذلك يطلق عليه أيضاً لقب قصر الماء. بعد عام 2003 م استخدم القصر كقاعدة للقوات الأمريكية وفي 2004 م أصبح المقر العام للقوة متعددة الجنسيات في العراق. وكان يشاركه معه في نفس المبنى مركز العمليات المشتركة ومعسكر النصر (كامب فيكتوري) التابع للقوات الأمريكية.
في معركة حرب الخليج الثالثة في آذار/مارس عام 2003 م، سقطت شبه جزيرة الفاو بعد بضعة أيام فقط في أيدي قوات التحالف الدولي المهاجمة بعد معركة غير متكافئة سقط على إثرها 140 جندياً عراقياً وأسر قرابة 440 آخرون.

## السكان

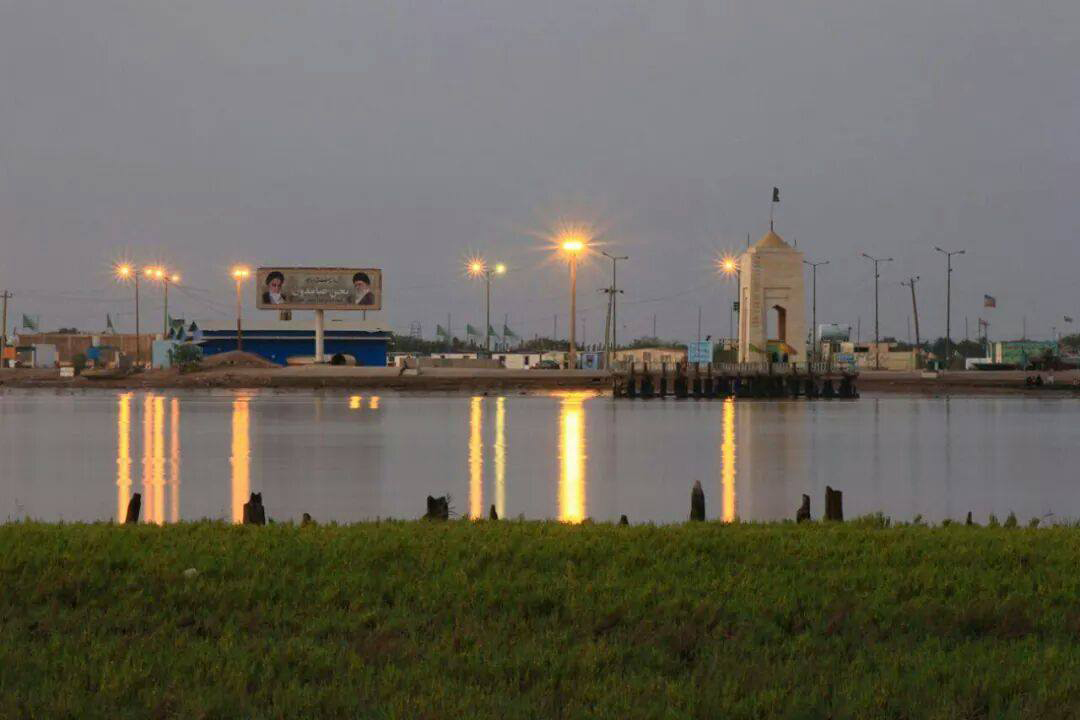
صورة من الفاو للجانب الإيراني

تسكن منطقة الفاو عشائر عربية منها عشائر الراشد والدواسر وبنو تميم وآل نصار والشلش والحيال وغيرهم.
بلغ عدد سكان الفاو أوائل القرن العشرين حوالي 1700 نسمة وكان الأجانب يمثلون الأكثرية فيها حتى عام 1913م حيث وصل تعداد السكان إلى 5000 نسمة تقريباً. بلغ مجموع سكانها في سنة 1948م حوالي 25715 نسمة وفي عام 1979م بلغ التعداد 75 ألف نسمة بينما بلغ سكان القضاء عام 2005 م حوالي 105080نسمة وبلغ سكان المدينة 18890 نسمة عام 2007 حسب تقديرات الجهاز المركزي للإحصاء العراقي. وفي تقديرات عام 2011 م بلغ عدد سكان مدينة الفاو قرابة 52 ألف نسمة.[بحاجة لمصدر]، وفي تقديرات سنة 2022 كان سكان مدينة الفاو 39714 نسمة.
| الحي          | سُكّانه سنة 2022 | مساحته |
| الصدر         | 4456           |        |
| السلام        | 4139           |        |
| الرسول        | 4744           |        |
| المدينة       | 2452           |        |
| المركز        | 693            |        |
| الحسين        | 3403           |        |
| الزهراء       | 3312           |        |
| الصادق        | 3351           |        |
| الكرار        | 5562           |        |
| الحزام الأخضر | 3978           |        |
| التميمية      | 2426           |        |
| أراضي السبخ   | 1198           |        |
| المجموع       | 39714          |        |

## الجغرافيا

### الموقع الجغرافي
تقع مدينة الفاو في الجنوب الشرقي لقضاء الفاو والذي يحده من الشمال ناحية السيبة التابعة لقضاء أبي الخصيب ومن الجنوب مياه الخليج العربي ومن الشرق مياه شط العرب الفاصلة بين القضاء وجمهورية إيران الإسلامية ومن الغرب مياه خور عبد الله الفاصلة بين القضاء وقضاء الزبير ودولة الكويت، وبهذا فهو يمتد بين دائرتي عرض 94'29° و 34'30° شمالاً وخطي طول 21'48° و 36'48° شرقاً، وتبلغ مساحة المدينة 3775 كيلومتراً مربعاً.

### السطح
أرض الفاو بجنوب العراق هي أرض رسوبية تكونت من الترسبات الهائلة التي يلقيها شط العرب في الخليج العربي، ارتفاعها 12 متراً فوق سطح البحر وأما بغداد بالوسط فارتفاعها 40 متراً وأما الموصل بالشمال فارتفاعها 120، وبمرور الزمن بدأت الرواسب تكون أراضٍ جديدة خصبة وقابلة للزراعة لذلك فإن مساحة شبه جزيرة الفاو في ازدياد مستمر يمتد من منطقة أبي الخصيب شِمالاً حتى رأس البيشة جُنوباً غرب شط العرب شريط أخضر من بساتين النخيل لا يتجاوز عُرْضَهُ كيلومتراً واحداً. تتخلل هذا الشريط أنهار متباينة العرض ترتبط بشط العرب تسمى أحوازات تتأثر بظاهرة المد والجزر بمُحاذاة حافة البساتين الغربية حَيْثُ يمتد الطريق العام الذي يربط مدينة الفاو بالبصرة، اليابسة بين الطريق العام والطريق الإستراتيجي أرض رخوة وتتعرض للغرق في فصل الشتاء لارتفاع نسبة المياه الجوفية، اليابسة غرب الطريق الإستراتيجي امتداداً لخور الزبير مغمورة بالمياه الضحلة، منطقة الممالح عبارة عن أحواض لغرض ترسيب الملح، جنوب الطريق (أم قصر- الفاو) المنفذ المائي الوحيد للعراق هو خور عبد الله الذي يتصل برأس الخليج العربي.

### المناخ
تقع مدينة الفاو في جنوب محافظة البصرة التي تمتاز بالمناخ الجاف الحار صيفاً والبارد الرطب شتاءاً، وبالتطرف الكبير في درجات الحرارة وارتفاع نسبة الإشعاع الشمسي وقلة الأمطار وارتفاع نسبة الرطوبة مقارنةً ببقية أجزاء القطر. تسقط معظم الأمطار في فصلي الشتاء والربيع في الفترة من شهر تشرين الثاني ولغاية شهر نيسان. تَراوَحَ مجموعُ تساقطِ الأمطار السنوي للفترة ما بين عامي 1980م - 2006م من 84.3 إلى 296.6 ملم وبمعدل 134.8، وتَراوَحَ مجموعُ التبخر السنوي للفترة ذاتها من 3292.1 إلى 4506.9 ملم وبمعدل 3735.7 ملم، في حين بلغت نسبة معدل التبخر السنوي إلى نسبة معدل الأمطار 27.7.
موقع المدينة على رأس الخليج العربي يعني أنها تقع ضمن المنطقة شبه المدارية التي يسود فيها مرتفع شبه مداري لذا يحدث على المنطقة في فصول الشتاء والربيع والخريف انخفاض في الهواء العلوي بسبب سيطرة نظام الضغط شبه المداري المرتفع في هذه الفصول على من عبور بعض المنخفضات الحركية خاصة في فصلي الشتاء والربيع، كذلك يوجد فائض في الإشعاع الشمسي في المنطقة بسبب هذا الموقع شبه المداري، خاصة في فصل الصيف، الذي تكون السماء فيه صافية، ومدة السطوع الشمسي في اليوم تكون طويلة، والأشعة الشمسية الساقطة تكون عمودية.

### الموارد المائية

منظر من بساتين مدينة الفاو

تؤثر عوامل عديدة على مكونات مياه شط العرب الرئيسية في قضاء الفاو من أهمها التأثر بالمياه البحرية المالحة حيث تندفع كميات كبيرة من مياه الخليج العربي المالحة خلال فترة المد لمسافات طويلة في شط العرب لتصل شمالاً حتى ناحية السيبة التابعة لقضاء أبي الخصيب ولأيام عدة في الشهر، بسبب تصاريف شط العرب المتدنية وهذا أدى إلى ارتفاع نسبة الملوحة في شط العرب بالتزامن مع شحة تصاريف نهري دجلة والفرات والتغييرات في تصاريف نهر الكارون وهذا أدى إلى توغل المياه البحرية بإتجاه شط العرب وبالتالي تدني نوعية مياهه.
تتميز المياه الجوفية في الفاو بدرجة ملوحتها العالية والسبب أن مصدر هذه الملوحة في الأساس هو تسرب مياه الخليج العربي المالحة إضافة للأمطار. تنخفض نسب الأملاح في المياه الجوفية للمناطق المجاورة لشط العرب أو لجداول الري بسبب التجدد الذي يحصل فيها إلا أنها مع ذلك فهي تبقى مياهاً مالحةً ولا تكون هذه المياه صالحة لأي نوع من أنواع الاستعمال سواء كانت للشرب أو للري وتسبب هذه المياه مشـكلات عديدة تتمثل في حالة ارتفاعها وقربها من سطح الأرض إلى عدم إمكانية زراعة تلك المنطقة بسبب تغدق التربة وكثرة الأملاح فيها، وتسبب هذه المياه مشكلات أخرى في تصريف المياه الثقيلة فضلاً عن إتلافها لأسس المباني والمنشآت المدنية المختلفة
لحل مشاكل المياه قامت الحكومة العراقية بشق قناة إروائية يبلغ طولها 128 كيلومتراً مياهها ذات نوعية جيدة إذ لا تتجاوز تراكيز الأملاح فيها 1400 جزء بالمليون، في حين تبلغ تلك التراكيز 2800 جزء بالمليون في مياه شط العرب. تهدف هذه القناة إلى نقل المياه العذبة من منطقة كتيبان شمال مركز مدينة البصرة إلى رأس البيشة الواقعة أقصى جنوب الفاو إضافة إلى سقي الأراضي الزراعية التي تمر بها بعد امتداد لسان ملحي من شط العرب إلى محافظة البصرة.

## الوضع الإداري لقضاء الفاو
كانت الفاو ناحية حتى يوم 14 آب سنة 1960 حين صارت قضاء، وذُكر حينئذٍ أن مركز قضاء الفاو هو بلدة الفاو، وترتبط به ناحية الفاو، وتتبعه مقاطعة كوت بندر رقم 1، وكوت الخليفة رقم 2، والفداغية رقم 3، والدورة رقم 4، والمعامر رقم 5 والفاو رقم 6 وأراضي الصبخ رقم 7.
يقسم قضاء الفاو إدارياً إلى ثلاث نواحي:
1. ناحية الفاو ومركزها الفاو الشمالي وهو الكائن على ضفة شط العرب اليمنى والحاوي على دوائر الدولة ومؤسسات الميناء والسوق التجاري.
2. ناحية البحار ومركزها قرية الدورة تم إستحداثها عام 1962.[35] وتم ربطها بمركز القضاء بطريق مبلط حديثاً.[36]
3. ناحية الخليج العربي مركزها الفاو الجنوبي والقشلة التي تبعد عن قصبة الفاو بمسافة 25 كيلو متراً ويتكون هذا القسم من 27 حوزاً وهذه الأحواز تضم معظم سكان الناحية الأصليين.[20]

إضافة للقرى التالية: كوت خليفة، وكوت بندر، والدواسر، والفداغية، والمعامر، ورأس البيشة.
| الوحدة                                                     | مساحتها كيلومتراً |
| مركز قضاء الفاو                                            | 15               |
| ناحية البحار(مقاطعة كوت البندر والفداغية والدورة والمعامر) | 87               |
| ناحية الخليج العربي (الفاو الجنوبي)                        | 29               |
| السباخ                                                     | 1222             |
| المجموع                                                    | 1353             |

### مديرو ناحية الفاو
| المدير                         | الفترة                     | المحافظة                  | الحكومة                       |
| القائم مقام وليد محمد الشريفي  | 2012                       | محافظة البصرة             | جمهورية العراق                |
| القائم مقام فاضل رماحي         | 2008                       | محافظة البصرة             | جمهورية العراق                |
| القائم مقام نجيب محمود الجبوري | 1989                       | محافظة البصرة             | الجمهورية العراقية            |
| المدير عبد المجيد أفندي        | 1919 م                     | لواء البصرة               | الانتداب البريطاني على العراق |
| القائم مقام خالد باشا          | قُبيل الحرب العظمى سنة 1914 | ولاية بغداد - لواء البصرة | العراق العثماني               |
| المدير حسين أفندي              | 1292 هـ                    | ولاية بغداد - سنجق البصرة | العراق العثماني               |

## التصنيف العمراني

بوابة مدينة الفاو قبل العام 2008

تبلغ مساحة مدينة الفاو 3775 كيلومتراً مربعاً، حظي الاستخدام السكني بالنصيب الأوفر منها حيث بلغت نسبته 60% من إجمالي المساحة، وقد تم تقسيم أرض المدينة على نظام شبكي يتصف بشوارع طولية مستقيمة متوازية تتقاطع مع شوارع عرضية بزوايا قائمة أو شبه قائمة ونظراً لمحاذاة المدينة لشط العرب فقد أخذت شكلاً مستطيلاً حيث احتلت الشوارع الداخلية في المدينة ما نسبته 18.5% من مساحة المدينة، وساعدت طوبوغرافية الأرض المنبطسة على تبنّي هذا النوع من التخطيط الذي أثر بدوره على تصميم الوحدات السكنية. خصص أيضاً 0.9% من مساحة المدينة للإستخدام التجاري على شكل وحدات تمثل أسواقاً عصرية في بعض أحياء المدينة لكن إتضح فشلها في تقديم الخدمة لسكان المدينة لوقوعها في أماكن غير مناسبة للسكان مما أدى إلى ظهور العديد من الدكاكين المتفرقة في أحيائها. أما الاستخدام الصناعي فقد خصصت له مساحة تبلغ 0.6% إلا أنها لم تنفذ فعلاً بل إن الاستعمالات الصناعية الحالية تجاذبت مكانياً مع الاستعمالات التجارية.
أما الخدمات بمختلف أنواعها العامة والمجتمعية فقد خُصِصَت لها مساحة تقدر بـ12.11%، في حين خصص للمناطق الخضراء فيها 2.1% من خلال إقامة متنزهين أحدهما عند مدخل المدينة والثاني على ضفاف شط العرب، وخصصت 5.73 من المساحة الكلية للمدينة كمناطق ترفيهية ورياضية وساحات عامة للاحتفالات حيث تم إنشاء بعض النصب التذكارية التي تحاكي معركة تحرير المدينة.

## احتلال الفاو ثم تحريرها
في حرب القادسية الثانية التي وقعت سنة 1980 حتى سنة 1988 بين العراق وإيران، احتل الجيش الإيراني مدينة الفاو في معارك وقعت في شهرَي شباط وآذار سنة 1986، فظلت الفاو محتلة سنتين خاوية على عروشها وبيوتها حتى حررها الجيش العراقي في عملية رمضان مبارك في 18 نيسان سنة 1988 في نفس السنة التي وضعت فيها الحرب أوزارها، وفي 25 حزيران سنة 1989 شُرع في إعادة إعمار الفاو التي أمر الرئيس الأسبق صدام حسين أن تُنجز في 120 يوماً، وفي 25 تشرين الأول سنة 1989 ذكر نجيب محمود الجبوري قائم مقام الفاو أن الدوائر الحكومية بالفاو قد استأنفت دوامها، وأن أهالي الفاو الذين كانوا حينئذٍ 68 ألفاً مستعدون للعودة إلى ديارهم، وذكر أن الفلاحين قد عادوا لحراثة أراضيهم الزراعية استعداداً للحصاد الشتوي.

## جوامع ومساجد الفاو
- جامع محمد الخلف القديم وهو من المساجد القديمة التي شيدت عام 1318هـ/1900م، وحاليا يحوي مدرسة دينية ومركز إقرائي لتحفيظ القرآن ويقع ضمن جامع الرحمن في حوز ابن جبران في قضاء الفاو وقد جدد عدة مرات، كان آخرها من المحسن عبد اللطيف العثمان عام 1388هـ/1968م، وتم ترميمه وبني فيه غرفة للإمام وبجوارها منارة ترتفع نحو 25 مترا، ذات حوض واحد غلفت بالكاشي الكربلائي وكتب حولها بخط جميل آيات من القرآن الكريم، وحاليا فيه حملة ترميم ابتدأت منذ عام 2006م، من قبل ديوان الوقف السني، وما زال العمل فيه مستمرا.
- جامع الراشد الشمالي القديم وهو من الجوامع القديمة، ويعتبر أول المساجد التي بنيت في قضاء الفاو مع بداية تأسيسها حيث أسسه وبناه راشد عبد الله الراشد عام 1255 هـ/1839م، ويقع بالقرب من ساحة الاحتفالات وقريبا من جامع الرحمن، وتم ترميمه عدة مرات، ثم جدد عام 1324 هـ/1906م، على يد المتبرع عيسى بن عبد العزيز الراشد، ثم جدد بناؤه عام 1954م، ثم جدده المحسن محمد طاهر عام 1398 هـ/1978م، وبعدها تمت إزالته وتجديده للمرة الأخيرة عام 2010م، على يد ديوان الوقف السني، وتبقى الآن جزء من منارته التي شيدت عام 1952م، والتي تعرضت للهدم والتخريب خلال الفترة الطائفية الأخيرة عام 2006م.
- مسجد علي حسين الراشد أو مسجد الخشنام في قرية الفذاغية، من المساجد الأثرية التي شيدت عام 1300 هـ/1883م، على يد عائلة آل الخشنام. ثم جدد بناؤه عام 1339 هـ/1920م، ثم تم هدمه وبناؤه من جديد عام 1426 هـ/2005م. من قبل رئاسة ديوان الوقف السني في العراق وتم تأثيثه وفرشه على النمط الحديث.
- مسجد الكوت، وهو من المساجد التراثية التي بناها الشيخ عبد العزيز الراشد وجماعة من آل الراشد، عام 1326 هـ/1908م، وقد كان من اللبن والطين والقصب وجريد النخيل ويقع في حوز الكوت التابع لقضاء الفاو، وكان في المسجد مدرستان لتحفيظ القرآن هدمتا بعد احتلال الفاو.
- جامع محمد باقر الصدر، وهو أحد مساجد البصرة وأيضا أحد أكبر الجوامع في الفاو يقع في الأحياء الشمالية من مدينة الفاو.
- حسينية أم الحسن.

## الصحة
تحتوي المدينة على مستشفى بسعة 50 سريراً ومركزين للرعاية الصحية يقع أحدهما في الشمال والآخر في الجنوب، وتقدم المستشفى خدماتها لجميع سكان المدينة والريف المحيط بها. تعاني المدينة من قصور واضح في تلبية حاجات السكان من الخدمات الصحية يتمثل في قلة التخصصات الطبية في المستشفى إضافة إلى موقع المستشفى الواقع في أطراف المدينة الشمالية قرب بوابة المدينة مما يتسبب في معاناة السكان، خصوصاً سكان الأحياء الجنوبية البعيدة نسبياً عن المستشفى.

## مدارس مدينة الفاو
| المدرسة                       | سنة التأسيس | اسم الحي |
| الشهيد مصطفى الصدر            | 1989        | الرسول   |
| إعدادية أحمد الوائلي          | 1989        | الكرار   |
| الشهيد علي الكعبي             | 1990        | الزهراء  |
| الإمام أبي حنيفة              | 1990        | الكرار   |
| الشهيد محمد صادق الصدر        | 1991        | المدينة  |
| إعدادية الفاو                 | 1991        | الرسول   |
| الانتصار للبنات               | 1992        | الزهراء  |
| 17 آذار                       | 1994        | الكرار   |
| متوسطة جنين                   | 1998        | الزهراء  |
| ثغر الخليج                    | 1999        | الصدر    |
| متوسطة الثريا                 | 1999        | الزهراء  |
| الشهيد فائق علي رستم          | 2003        | الكرار   |
| سلمان المحمدي                 | 2003        | المدينة  |
| ميثم التمار للبنين            | 2004        | الصدر    |
| ثانوية الخليج العربي المسائية | 2006        | الكرار   |
| درة الخليج للبنات             | 2007        | الرسول   |
| السبطين                       | 2010        | الزهراء  |
| متوسطة بنات الغد              | 2012        | الرسول   |
| متوسطة الفاو                  | 2012        | الكرار   |
| روضة أطفال الفاو              | 2013        | المركز   |
| الشهيد محمد هاشم الحلفي       | 2015        | المركز   |
| متوسطة المحسنات               | 2017        | الكرار   |
| وادي السلام                   | 2023        | الكرار   |

## الوضع الاقتصادي

صيد الأسماك في مدينة الفاو

موقع مدينة الفاو على رأس الخليج العربي أكسبها أهمية اقتصادية من الناحية الزراعية والاقتصادية كونها ميناء لتصدير النفط إضافة إلى ظاهرة المد والجزر وفائدتها في الري السيحي ووجود الممالح. تبلغ مساحتها (488085 دونم) وهذه المساحة قابلة للزيادة نتيجة الترسبات التي يضخها شط العرب. ساعدت العناصر المناخية السائدة في الفاو على جعلها منطقة صالحة لزراعة مختلف المحاصيل إذ الفاو بجزء كبير من زراعة النخيل الذي يمثل 6.2% من إنتاج محافظة البصرة من التمور و 4% من إنتاج العراق وتشتهر بأشجار الحناء والكروم.

### صيد الأسماك
يعيش أغلب سكان المدينة على صيد السمك، لكن هذه المهنة تنتابها عدة مشاكل منها التجاوزات على مراكب الصيد العراقية واحتجازها من قبل خفر السواحل الكويتية والإيرانية، وكذلك الاعتداء على المياه الإقليمية العراقية في إستغلال للغياب الواضح لدور البحرية العراقية في حماية أرواح وممتلكات الصيادين. في ساعات الصباح الأولى يجتمع صيادو الأسماك في منطقة «النكعة» وهي المكان الذي يقع على جرف شط العرب شرقي المدينة ويجمع فيه الصيادون صيدهم ليباع فيها. سوق السمك في المدينة مزدهرة كمّاً ونوعاً بمختلف أنواع الأسماك والروبيان. كميات السمك المعروض تتطابق مع حجم سكان المدينة ويتم بيع الباقي إلى المحافظات الأخرى.

### ممالح الفاو
الممالح هي قنوات مائية غير مبطنة تسبب رشح المياه المستمر فيها إلى باطن الأرض إلى ارتفاعها المستمر حيث بدأت تتجمع على سطح الأرض وبسبب شدة التبخر الشديد حيث يصل التبخر من سطح المياه المكشوفة إلى "2.5" متر في السنة مما يؤدي إلى تركيز الأملاح وتحويل المياه المكشوفة إلى ممالح. تقع وسط شبه جزيرة الفاو جف الماء فيها بمرور الزمن وتحولت إلى مناطق تجمع الملح. هناك مملحتان في الفاو إحداهما في منطقة الفاو الشمالي على الساحل الشرقي لخور عبد الله في منطقة أرض الصبخ والأخرى في الفاو الجنوبي تمتد ما بين القشلة وحوز الراشد وتعتبر هذه من الممالح القديمة شيدت في زمن الاحتلال البريطاني للعراق وتقع أيضا في أراضي الصبخ ترتبط بجسر يربطها بشارع يصل ما بينها وبين ناحية الخليج العربي. مملحة البصرة التابعة للشركة العامة للمسح الجيولوجي والتعدين في قضاء الفاو هي إحدى شركات وزارة الصناعة والمعادن وتقوم بإستثمار الأملاح الخام الموجودة في المنطقة.

## الحفريات
في عام 1955م عثر الأهالي بطريق الصدفة على فقرة وضلع للحوت الأحدب في ناحية الفاو وقد وجدت على ساحل خور عبد الله بين الفاو والكويت وكان الضلع المذكور يستعمل كقنطرة على أحد الأنهار الصغيرة لعبور الناس. تعود قصة الضلع والفقرة إلى تاريخ 6 كانون الثاني/يناير 1955م حينما تسلم متحف التاريخ الطبيعي في بغداد كتاباً صادراً من قائممقامية قضاء أبو الخصيب يذكر فيها مايلي:
ذكر هذا الحدث من قبل روبرت هات 1959م وأطلق على هذا الحوت: الحوت الأحدب (بالإنجليزية: The humpback whale (Megaptera novaeangliae))
وذكر أن هناك تقرير قديم يشير بأن بارجة عسكرية تركية كانت قد قتلت ذلك الحوت بمدفعيتها قبل مئة سنة في شط العرب وقد تبع ذلك نقل عظامه إلى إحدى القرى المحيطة بالمنطقة.

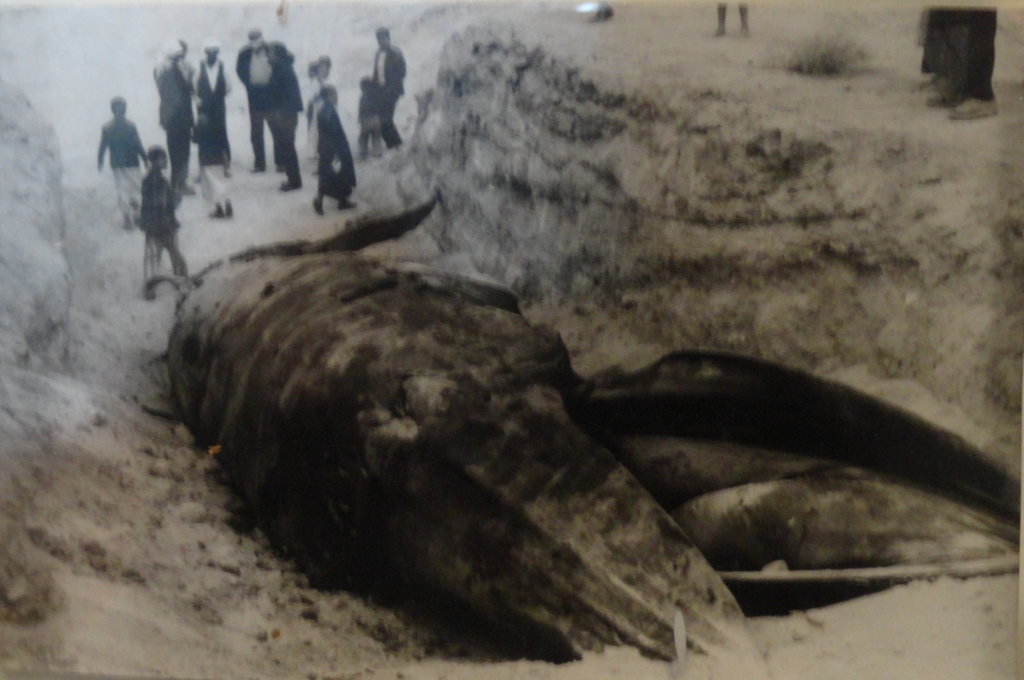
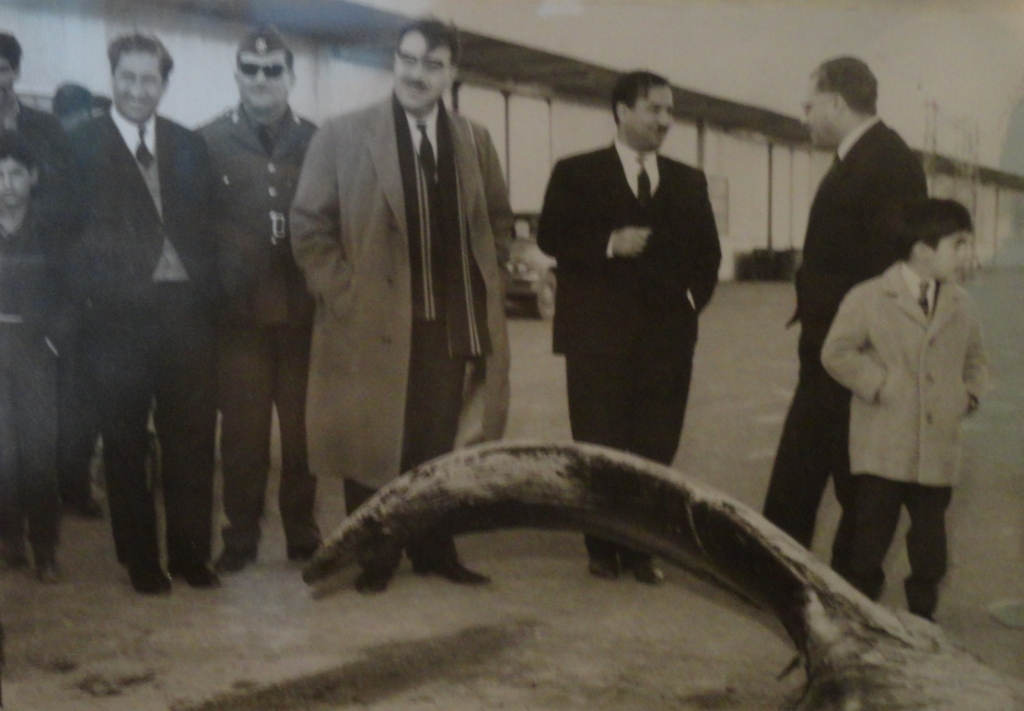
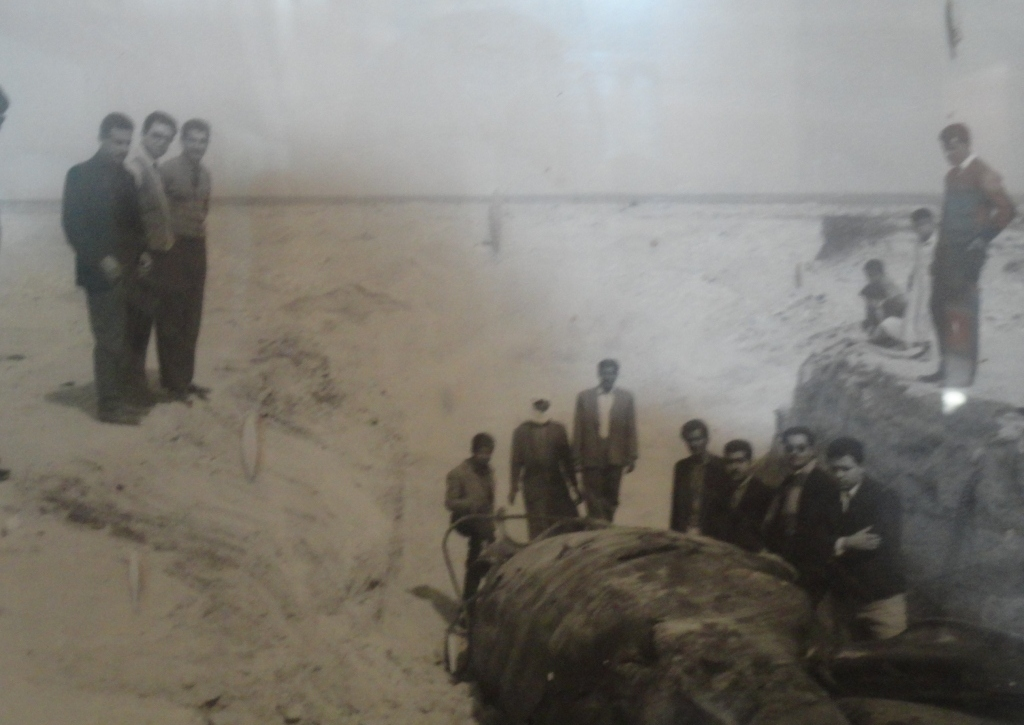